# María Cecilia Labrin
María Cecilia Labrin Saso (Santiago, 15 de mayo de 1949) en fue una trabajadora social detenida por agentes de la DINA el 12 de agosto de 1974. Tenía 25 años a la fecha de la detención y estaba embarazada de tres meses. Militante del MIR, fue una de las mujeres detenidas desaparecidas de la dictadura militar en Chile

## Una trabajadora social detenida por la DINA
María Cecilia Labrin Saso, nació el 15 de mayo de 1949 en Santiago. Estudió en la Universidad de Chile, donde obtuvo el título de Trabajadora Social. Militante del MIR, realizó  ayudantías en la Escuela de Trabajo Social. Además, trabajó como Trabajadora Social en la CORVI. Colaboró con los pobladores del campamento Nueva La Habana. La noche del 12 de agosto del 74 fue detenida por agentes de la DINA. Semanas atrás había rechazado el asilo. Estuvo recluida en el recinto de la DINA de Londres 38. Fue detenida a los 25 años y con tres meses de embarazo.

## Informe Rettig
Familiares de María Cecilia Labrin Saso presentaron su caso ante la Comisión Rettig, Comisión de Verdad que tuvo la misión de calificar casos de detenidos desaparecidos y ejecutados durante la dictadura. Sobre el caso de María Cecilia, el Informe Rettig señaló que:

“El 12 de agosto de 1974 fue detenida por agentes de civil no identificados, en su domicilio de la comuna de Las Condes, la militante del MIR María Cecilia LABRIN SASO.

A pesar de que no hayan antecedentes precisos sobre el lugar al que fue conducida, sí hay testimonios de la detención suficientes para llegar a la convicción de que María Labrín desapareció por acción agentes del Estado, en violación de sus derechos humanos”.

## Proceso judicial en democracia
El caso de María Cecilia Labrin Saso fue investigado por ministro de la Corte de Apelaciones de Santiago, Leopoldo Llanos Sagistrá quién investigó el caso de Cecilia, dictando el 25 de abril de 2013  condena de primera instancia en la investigación por el secuestro calificado de la trabajadora social. El magistrado dictó sentencia en contra de los siguientes agentes de la DINA.  (DINA) que participaron en la desaparición de Labrín Saso, y que consta que fue recluida en el centro de detención clandestino de Londres 38:
Manuel Contreras Sepúlveda: 10 años y un día de prisión. Sin beneficios.
Marcelo Moren Brito: 10 años y un día de prisión. Sin beneficios.
Miguel Krassnoff Martchenko: 10 años y un día de prisión. Sin beneficios.
Basclay Zapata Reyes: 10 años y un día de prisión. Sin beneficios.
De acuerdo a los antecedentes de la causa: “El inmueble de calle Londres N°38, que había sido sede del Partido Socialista, era un recinto secreto de detención y tortura de la DINA; funcionó como tal desde fines de 1973 hasta, aproximadamente, los últimos días de septiembre de 1974; llegó a contar hasta unos sesenta detenidos, los que permanecían con la vista vendada reunidos en una amplia sala, muchos en el suelo. Desde esa sala común los detenidos eran sacados continuamente a otras dependencias, incluso a una que tenía un catre de fierro en que, desnudados, les aplicaban corriente eléctrica, para obtener información de otros opositores al gobierno militar y lograr su detención. El 12 de agosto de 1974, alrededor de las 22:00 horas, agentes de la DINA llegaron al domicilio de María Cecilia Labrín Saso, asistente social, militante del MIR, embarazada de poco más de dos meses, quien se encontraba en compañía de su madre y hermanas, tres sujetos de civil, los que luego de identificarse como pertenecientes al Servicio de Inteligencia de Carabineros y sin exhibir orden alguna de detención, le manifestaron que deseaban hablar con ella en relación a su trabajo en la CORVI y que no le tomaría más de media hora por lo que debían trasladarla a la 23.º Comisaría de la Reina. María Cecilia accedió a levantarse de la cama en la cual estaba haciendo reposo, debido a que su embarazo presentaba dificultades y los acompañó. Como esa noche María Cecilia no regresó a su hogar su madre acudió a la citada Comisaría y le informaron que nada sabían al respecto y que no tenían detenidos en ese momento; desde aquel nunca más volvió a ver a su hija, sin que hasta la fecha ésta haya tomado contacto con sus familiares, ni realizado gestiones ante organismos del Estado, sin registrar entradas o salidas del país, sin que conste, tampoco, su defunción”.
En segunda instancia el 25 de noviembre del 2013 la Corte de Apelaciones de Santiago ratificó la condena por el delito de secuestro calificado de María Cecilia Labrín Saso. En fallo unánime,  los ministros de la Tercera Sala del tribunal de alzada confirmaron el fallo de primera instancia que condenó a 4 exagentes de la Dirección de Inteligencia Nacional (DINA) por su responsabilidad en los hechos. Pero los magistrados,  sin embargo,  rebajaron la sentencia en el caso del exagentes Basclay Zapata Reyes de 10 años y 1 día de prisión a 8 años de prisión,  manteniendo la sanción de 10 años y un día para los condenados Manuel Contreras Sepúlveda, Marcelo Moren Brito y Miguel Krassnoff Martchenko.
El 9 de octubre del 2014 la Sala Penal de la Corte Suprema integrada por los ministros Milton Juica, Hugo Dolmestch, Carlos Künsemüller, Haroldo Brito y Lamberto Cisternas rechazó el recurso de casación presentado en contra del fallo dictado por el secuestro de María Cecilia Labrín Saso. En la resolución el máximo tribunal confirmó el fallo dictado por el ministro Leopoldo Llanos Sagristá, que condenó como autores del delito a los exintegrantes de la DINA: Juan Manuel Guillermo Contreras Sepúlveda, Miguel Krassnoff Martchenko y Marcelo Luis Moren Brito, a  penas de 10 años y un día de prisión. Asimismo, la Sala Penal ratificó la sanción de 8 años de prisión para Basclay Zapata Reyes, por su participación en los hechos.